# Course en ligne masculine des moins de 23 ans aux championnats du monde de cyclisme sur route 2014
Navigation
Florence 2013 Richmond 2015
La course en ligne masculine des moins de 23 ans aux championnats du monde de cyclisme sur route 2014 a lieu le 26 septembre 2014 à Ponferrada, en Espagne.
Le titre a été remporté par le Norvégien Sven Erik Bystrøm en solitaire respectivement devant l'Australien Caleb Ewan et son compatriote Kristoffer Skjerping qui se trouvaient dans un groupe de contre d'une quarantaine de coureurs.

## Parcours
le parcours est le même que les autres courses en ligne. Le circuit est long de 18,2 kilomètres, et comprend deux ascensions. Les coureurs grimpent au total 306 mètres par tour et l'inclinaison maximale est de 11 %.
Les quatre premiers kilomètres sont plats, après quoi commence la montée vers l'Alto de Montearenas, avec une pente moyenne de 8 %. Après quelques centaines de mètres le reste de l'ascension est beaucoup plus plat et les 5,1 kilomètres restants sont en moyenne de 3,5 %. Vient ensuite la descente, avec au plus fort une pente de 16 %. L'Alto de Compostilla est une courte montée de 1,1 kilomètre. La pente moyenne est de 6,5 % et certaines des parties les plus raides atteignent 11 %. La distance restante de 4,5 kilomètres est presque complètement en descente.

## Participation

### Système de sélection
La qualification est basée sur les performances sur les circuits continentaux de l'UCI et la Coupe des Nations U23 entre janvier et août 2014.. En plus de ce nombre, les champions continentaux actuels peuvent participer en plus des quotas. Le champion du monde sortant, membre d'une équipe World Tour n'est pas autorisé à participer à la course
Les pays suivants sont représentés :
| Nombre de coureurs      | Pays |
| ----------------------- | --- |
| 11 inscrits, 6 partants | Australie, Colombie, Kazakhstan, Suisse |
| 10 inscrits, 5 partants | Costa Rica, Danemark, Érythrée, Espagne, Malaisie, Pays-Bas, France, Italie, Belgique, Allemagne, Grande-Bretagne, Norvège, Russie, Autriche, Roumanie, Turquie, États-Unis, Pologne, Slovénie |
| 8 inscrits, 4 partants  | Albanie, Portugal, Slovaquie, Géorgie, Bosnie-Herzégovine, Iran, Macao, Guatemala, Chili, Afrique du Sud, Venezuela                                                                            |
| 6 inscrits, 3 partants  | Nouvelle-Zélande, Lettonie, Irlande, Azerbaïdjan, Moldavie, Biélorussie, Hong Kong, Corée du Sud, Inde, Brésil, Mexique, Jamaïque, Porto Rico, Maroc, Algérie, Rwanda                          |
| 2 inscrits, 1 partant   | Bulgarie, Équateur, Grèce, Serbie, Suède |

## Programme
Les horaires sont ceux de l'heure normale d'Europe centrale (UTC+1)
| Date              | Horaire         |                 |
| ----------------- | --------------- | --------------- |
| 26 septembre 2014 | 13 h 00-17 h 40 | Course en ligne |
| 26 septembre 2014 | 18 h 00         | Cérémonie       |

## Primes
L'UCI attribue un total de 8 049 €.
| Position | 1er     | 2e      | 3e      | Total   |
| Montant  | 3 833 € | 2 683 € | 1 533 € | 8 049 € |

## Classement
Sur les 162 participants, 120 coureurs ont parcouru les 182 km.
|                           | Coureur                   | Pays             |    | Temps           |
| ------------------------- | ------------------------- | ---------------- | -- | --------------- |
| Médaille d'or, monde      | Sven Erik Bystrøm         | Norvège          | en | 4 h 32 min 39 s |
| Médaille d'argent, monde  | Caleb Ewan                | Australie        | +  | 7 s             |
| Médaille de bronze, monde | Kristoffer Skjerping      | Norvège          |    | 7 s             |
| 4                         | Tiesj Benoot              | Belgique         |    | 7 s             |
| 5                         | Sondre Holst Enger        | Norvège          |    | 7 s             |
| 6                         | Iuri Filosi               | Italie           |    | 7 s             |
| 7                         | Hernando Bohórquez        | Colombie         |    | 7 s             |
| dsq                       | Ilya Davidenok            | Kazakhstan       |    | 7 s             |
| 9                         | Silvio Herklotz           | Allemagne        |    | 7 s             |
| 10                        | Mathieu van der Poel      | Pays-Bas         |    | 7 s             |
| 11                        | Dion Smith                | Nouvelle-Zélande |    | 7 s             |
| 12                        | Fabian Lienhard           | Suisse           |    | 7 s             |
| 13                        | Tanner Putt               | États-Unis       |    | 7 s             |
| 14                        | Timo Roosen               | Pays-Bas         |    | 7 s             |
| 15                        | Luka Pibernik             | Slovénie         |    | 7 s             |
| 16                        | Joaquim Silva             | Portugal         |    | 7 s             |
| 17                        | Odd Christian Eiking      | Norvège          |    | 7 s             |
| 18                        | Miguel Ángel Benito       | Espagne          |    | 7 s             |
| 19                        | Owain Doull               | Grande-Bretagne  |    | 7 s             |
| 20                        | Fernando Gaviria          | Colombie         |    | 7 s             |
| 21                        | Mike Teunissen            | Pays-Bas         |    | 7 s             |
| 22                        | Magnus Cort Nielsen       | Danemark         |    | 7 s             |
| 23                        | Artem Nych                | Russie           |    | 7 s             |
| 24                        | Markus Hoelgaard          | Norvège          |    | 7 s             |
| 25                        | Merhawi Kudus             | Érythrée         |    | 7 s             |
| 26                        | Miguel Ángel López        | Colombie         |    | 7 s             |
| 27                        | Thomas Boudat             | France           |    | 7 s             |
| 28                        | Louis Meintjes            | Afrique du Sud   |    | 7 s             |
| 29                        | Dylan Teuns               | Belgique         |    | 7 s             |
| 30                        | Sam Oomen                 | Pays-Bas         |    | 7 s             |
| 31                        | James Oram                | Nouvelle-Zélande |    | 7 s             |
| 32                        | Sindre Lunke              | Norvège          |    | 7 s             |
| 33                        | Jasper De Buyst           | Belgique         |    | 7 s             |
| 34                        | Scott Davies              | Grande-Bretagne  |    | 7 s             |
| 35                        | Robert Power              | Australie        |    | 7 s             |
| 36                        | Brayan Ramírez            | Colombie         |    | 7 s             |
| 37                        | Gregor Mühlberger         | Autriche         |    | 7 s             |
| 38                        | Loïc Vliegen              | Belgique         |    | 7 s             |
| 39                        | Floris De Tier            | Belgique         |    | 7 s             |
| 40                        | Mikel Iturria             | Espagne          |    | 20 s            |
| 41                        | Emanuel Buchmann          | Allemagne        |    | 22 s            |
| 42                        | Luca Chirico              | Italie           |    | 36 s            |
| 43                        | Simon Pellaud             | Suisse           |    | 42 s            |
| 44                        | Anass Aït El Abdia        | Maroc            |    | 42 s            |
| 45                        | Oleg Zemlyakov            | Kazakhstan       |    | 42 s            |
| 46                        | Rafael Reis               | Portugal         |    | 1 min 03 s      |
| 47                        | Bakhtiyar Kozhatayev      | Kazakhstan       |    | 1 min 03 s      |
| 48                        | Felix Großschartner       | Autriche         |    | 1 min 03 s      |
| 49                        | Mario González Salas      | Espagne          |    | 1 min 03 s      |
| 50                        | Michael Carbel Svendgaard | Danemark         |    | 1 min 11 s      |
| 51                        | Gianni Moscon             | Italie           |    | 1 min 13 s      |
| 52                        | Luis Lemus                | Mexique          |    | 2 min 01 s      |
| 53                        | Federico Zurlo            | Italie           |    | 2 min 01 s      |
| 54                        | Roniel Campos             | Venezuela        |    | 2 min 01 s      |
| 55                        | Yonder Godoy              | Venezuela        |    | 2 min 01 s      |
| 56                        | Alexander Foliforov       | Russie           |    | 2 min 01 s      |
| 57                        | Robin Carpenter           | États-Unis       |    | 2 min 31 s      |
| 58                        | Caio Godoy                | Brésil           |    | 2 min 31 s      |
| 59                        | Alexey Vermeulen          | États-Unis       |    | 2 min 48 s      |
| 60                        | Iltjan Nika               | Albanie          |    | 3 min 46 s      |
| 61                        | Lukas Spengler            | Suisse           |    | 3 min 46 s      |
| 62                        | Davide Martinelli         | Italie           |    | 3 min 46 s      |
| 63                        | Ryan Mullen               | Irlande          |    | 3 min 46 s      |
| 64                        | Mario Vogt                | Allemagne        |    | 3 min 46 s      |
| 65                        | Théry Schir               | Suisse           |    | 3 min 46 s      |
| 66                        | Marc Soler                | Espagne          |    | 3 min 46 s      |
| 67                        | Jack Haig                 | Australie        |    | 3 min 46 s      |
| 68                        | Maxat Ayazbayev           | Kazakhstan       |    | 3 min 46 s      |
| 69                        | Quentin Jauregui          | France           |    | 3 min 46 s      |
| 70                        | Jérémy Leveau             | France           |    | 3 min 46 s      |
| 71                        | Michael Gogl              | Autriche         |    | 3 min 46 s      |
| 72                        | Conor Dunne               | Irlande          |    | 5 min 11 s      |
| 73                        | Krists Neilands           | Lettonie         |    | 6 min 10 s      |
| 74                        | Logan Owen                | États-Unis       |    | 6 min 10 s      |
| 75                        | Ruben Guerreiro           | Portugal         |    | 6 min 10 s      |
| 76                        | Alexey Ribalkin           | Russie           |    | 6 min 10 s      |
| 77                        | Miloš Borisavljević       | Serbie           |    | 6 min 10 s      |
| 78                        | Samuel Spokes             | Australie        |    | 8 min 34 s      |
| 79                        | Kévin Ledanois            | France           |    | 8 min 42 s      |
| 80                        | Ricardo Ferreira          | Portugal         |    | 9 min 18 s      |
| 81                        | Jan Dieteren              | Allemagne        |    | 9 min 18 s      |

|     | Coureur                     | Pays            |  | Temps       |
| --- | --------------------------- | --------------- |  | ----------- |
| 82  | Alex Kirsch                 | Luxembourg      |  | 10 min 34 s |
| 83  | Stefan Küng                 | Suisse          |  | 10 min 34 s |
| 84  | Erik Baška                  | Slovaquie       |  | 10 min 34 s |
| 85  | Arkadiusz Owsian            | Pologne         |  | 10 min 34 s |
| 86  | Aleksandr Riabushenko       | Biélorussie     |  | 10 min 34 s |
| 87  | Sebastian Schönberger       | Autriche        |  | 11 min 48 s |
| 88  | Roman Kustadinchev          | Russie          |  | 11 min 48 s |
| 89  | Metkel Eyob                 | Érythrée        |  | 11 min 48 s |
| 90  | Samir Jabrayilov            | Azerbaïdjan     |  | 11 min 48 s |
| 91  | Gašper Katrašnik            | Slovénie        |  | 11 min 48 s |
| 92  | Bartosz Warchoł             | Pologne         |  | 11 min 48 s |
| 93  | Lukas Pöstlberger           | Autriche        |  | 11 min 48 s |
| 94  | Matej Razingar              | Slovénie        |  | 11 min 48 s |
| 95  | Aleksandr Komin             | Russie          |  | 11 min 48 s |
| 96  | Pierre Latour               | France          |  | 11 min 48 s |
| 97  | Ignacio Prado               | Mexique         |  | 11 min 48 s |
| 98  | Domen Novak                 | Slovénie        |  | 11 min 48 s |
| 99  | Carlos Ramírez              | Colombie        |  | 11 min 48 s |
| 100 | Przemysław Kasperkiewicz    | Pologne         |  | 11 min 48 s |
| 101 | Jack Wilson                 | Irlande         |  | 11 min 48 s |
| 102 | Ruben Zepuntke              | Allemagne       |  | 11 min 48 s |
| 103 | Tao Geoghegan Hart          | Grande-Bretagne |  | 11 min 48 s |
| 104 | Lennard Hofstede            | Pays-Bas        |  | 11 min 48 s |
| 105 | Alex Peters                 | Grande-Bretagne |  | 11 min 48 s |
| 106 | Matti Manninen              | Finlande        |  | 11 min 48 s |
| 107 | Søren Kragh Andersen        | Danemark        |  | 11 min 48 s |
| 108 | Vadim Galeyev               | Kazakhstan      |  | 11 min 54 s |
| 109 | Meron Teshome               | Érythrée        |  | 18 min 24 s |
| 110 | Rok Korošec                 | Slovénie        |  | 19 min 07 s |
| 111 | Serkan Balkan               | Turquie         |  | 20 min 24 s |
| 112 | Elías Vega                  | Costa Rica      |  | 20 min 24 s |
| 113 | Nikolai Shumov              | Biélorussie     |  | 20 min 47 s |
| 114 | Willie Smit                 | Afrique du Sud  |  | 20 min 47 s |
| 115 | Salaheddine Mraouni         | Maroc           |  | 20 min 47 s |
| 116 | Abderrahmane Mansouri       | Algérie         |  | 21 min 27 s |
| 117 | Abdennour Yahmi             | Algérie         |  | 21 min 27 s |
| 118 | Jayde Julius                | Afrique du Sud  |  | 27 min 00 s |
| 119 | Kevin Patte                 | Afrique du Sud  |  | 27 min 00 s |
| 120 | Valens Ndayisenga           | Rwanda          |  | 27 min 00 s |
|     | Sebastián Molano            | Colombie        |  | Abd         |
|     | Campbell Flakemore          | Australie       |  | Abd         |
|     | Gerardo Medina              | Mexique         |  | Abd         |
|     | Alex Clements               | Australie       |  | Abd         |
|     | Loïc Chetout                | France          |  | Abd         |
|     | Luc Turchi                  | Luxembourg      |  | Abd         |
|     | Carlos Giménez              | Venezuela       |  | Abd         |
|     | Piotr Brożyna               | Pologne         |  | Abd         |
|     | Imanol Estévez              | Espagne         |  | Abd         |
|     | Daniel McLay                | Grande-Bretagne |  | Abd         |
|     | Tilegen Maidos              | Kazakhstan      |  | Abd         |
|     | Tom Bohli                   | Suisse          |  | Abd         |
|     | Fatih Keleş                 | Turquie         |  | Abd         |
|     | Mário Daško                 | Slovaquie       |  | Abd         |
|     | Evgeny Shalunov             | Russie          |  | Abd         |
|     | Eryk Latoń                  | Pologne         |  | Abd         |
|     | Kevin Feiereisen            | Luxembourg      |  | Abd         |
|     | Tyler Williams              | États-Unis      |  | Abd         |
|     | Aron Debretsion             | Érythrée        |  | Abd         |
|     | Mads Pedersen               | Danemark        |  | Abd         |
|     | José Luis Rodríguez Aguilar | Chili           |  | Abd         |
|     | Enver Asanov                | Azerbaïdjan     |  | Abd         |
|     | Andrés Soto                 | Venezuela       |  | Abd         |
|     | Jean Bosco Nsengimana       | Rwanda          |  | Abd         |
|     | Ľuboš Malovec               | Slovaquie       |  | Abd         |
|     | Tural Isgandarov            | Azerbaïdjan     |  | Abd         |
|     | Amanuel Gebrezgabihier      | Érythrée        |  | Abd         |
|     | Asbjørn Kragh Andersen      | Danemark        |  | Abd         |
|     | Ahmet Örken                 | Turquie         |  | Abd         |
|     | Kenneth Van Rooy            | Belgique        |  | Abd         |
|     | Eduard-Michael Grosu        | Roumanie        |  | Abd         |
|     | Carlos Henrique dos Santos  | Brésil          |  | Abd         |
|     | Xhuliano Kamberaj           | Albanie         |  | Abd         |
|     | Adil Barbari                | Algérie         |  | Abd         |
|     | Bonaventure Uwizeyimana     | Rwanda          |  | Abd         |
|     | Othmane Choumouch           | Maroc           |  | Abd         |
|     | Feritcan Şamlı              | Turquie         |  | Abd         |
|     | Szabolcs Sebestyén          | Roumanie        |  | Abd         |
|     | Victor Cartin               | Moldavie        |  | Abd         |
|     | Juraj Lajcha                | Slovaquie       |  | Abd         |
|     | Rasim Reis                  | Turquie         |  | Abd         |
|     | Carlos Olivares             | Chili           |  | Abd         |